# Body Say
Body Say è un singolo della cantante statunitense Demi Lovato, pubblicato il 1º luglio 2016.

## Descrizione
Body Say è una ballata dance con uno beat R&B e il suo testo esplora temi sessuali e di autostima. Lovato ha co-scritto la canzone con Simon Wilcox e il suo produttore Sir Nolan.  La canzone utilizza "sinuoso" synth-y "bedroom beats".

## Promozione
Demi Lovato ha annunciato la pubblicazione del singolo il 29 giugno 2016 tramite il social Twitter, scrivendo che aveva registrato la canzone un paio di settimane fa e che voleva rilasciarla subito, accompagnandone la sua uscita con degli scatti di lei stessa nuda e semi nuda in bianco e nero sul social Instagram. Il singolo è stato pubblicato ufficialmente il 1º luglio 2016 su Apple Store, Google Play, Spotify e Tidal. Dopodiché è stata pubblicata il 15 luglio 2016 su iTunes.

## Accoglienza
E! News l’ha ritenuto "più sexy" del suo vecchio singolo Cool for the Summer, dato che parlano entrambi di tutte le cose che Lovato farebbe ad un amante se il suo "corpo avesse voce in capitolo". I critici hanno attribuito la natura sessuale della canzone con la rottura della cantante con il suo fidanzato Wilder Valderrama.